# باولا بينا
باولا بينا (من مواليد 11 نوفمبر 1974) سياسية إيطالية.
وُلدت بينا في كالياري وتخرجت في العلوم السياسية وحاصلة على ماجستير إدارة الأعمال في إدارة الأعمال من كلية لويس للإدارة الحكومية في روما. عملت لمدة سبع سنوات في شبكة وكالات الأسفار.
في عام 2013 تم انتخاب بينا نائبا عن حركة 5 نجوم. في 27 نوفمبر 2014 تم طردها من حزبها بزعم عدم منحها جزءًا من راتبها كعضو في البرلمان للأعمال الخيرية على النحو المنصوص عليه من قبل الحركة. دافعت عن نفسها بنشر حسابات تبرعاتها على صفحتها على فيسبوك ثم أعلنت أنها طُردت بسبب انتقاداتها لبيبي جريللو بعد هزيمتها في الانتخابات الإقليمية لعام 2014 في إميليا رومانيا وكالابريا. في 26 مارس 2015 انضمت إلى المجموعة البرلمانية لـ سيفيك شويس.